# Historia ecclesiastica gentis Anglorum
Historia ecclesiastica gentis Anglorum (prevedeno na hrvatski: Crkvena povijest naroda Angla) je poznato povijesno djelo crkvenog naučitelja sv. Bede Časnog. Napisao ga je na latinskom jeziku. Sadržajem je knjiga o povijesti Crkve u Engleskoj te same Engleske općenito. U žarištu tog djela je sukob rimskog i keltskog kršćanstva.
Jednim je od najvažnijih izvornih dokumenata anglosaske povijesti. Vjerojatno je da je knjiga bila gotova oko 731. godine kad je Beda imao 59 godina. Djelo koje ga je nadahnulo napisati ovo djelo jest Historia Francorum sv. Grgura iz Toursa.

## Obuhvat
Djelo se sastoji od pet knjiga. Ukupno ima oko 400 stranica. Pokriva crkvenu i političku povijest Engleske od vremena Julija Cezara do nadnevka njena dovršenja 731. godine. Prvih dvadesetdvoje poglavlja pokriva razdoblje prije misije Augustina. Sadržaj je prikupljen i probran od starih pisaca kao što su Pavao Orozije, Gildas, Prošper Akvitanski, pisma pape Grgura I. i inih. Umetao je i legende i tradicijske predaje.
Historia Ecclesiastica gentis Anglorum je dostupna u elektronskom obliku na Wikizvoru na latinskom jeziku.

## Vanjske poveznice
- Historia ecclesiastica gentis Anglorum